# Sains-lès-Pernes
Sains-lès-Pernes è un comune francese di 270 abitanti situato nel dipartimento del Passo di Calais nella regione dell'Alta Francia.

## Società

### Evoluzione demografica
Abitanti censiti